# Хортицьке товариство охранителів природи
Хортицьке товариство охранителів природи — одна з перших в Російській імперії та перша в Україні спеціалізована природоохоронна громадська організація.

## Історія організації
Хортицьке товариство охранителів природи було затверджено Департаментом землеробства 18 березня 1910 р. в селі Верхня Хортиця Катеринославської губернії. Створено його було вчителем природознавства Петром Пилиповичем Бузуком. Ідея організації товариства прийшла до нього набагато раніше, однак на юридичне оформлення організації пішло понад два роки, в результаті чого тільки в березні 1910 р. Хортицьке товариство охранителів природи отримало офіційний статус. Членами товариства були німці-меноніти, які проживали в селі Верхня Хортиця, а його головою було обрано П. П. Бузука. На 1911 р. в товаристві налічувалося близько 250 чоловік.

## Діяльність товариства
Слід особливо підкреслити, що на початку XX століття в Україні було чимало громадських організацій, які в тій чи іншій мірі займалися питаннями охорони природи, проте Хортицьке товариство охранителів природи було єдиною громадською організацією, яка була створена виключно для природоохоронної діяльності. Члени товариства здійснювали контроль за полюванням і риболовлею, розвішували будиночки для птахів, садили дерева, вели природоохоронну пропаганду серед місцевих жителів. У 1910 р. товариство викупило ділянку скелястого узбережжя Дніпра площею кілька сот гектарів, де планувалося почати кар'єрні розробки, врятувавши таким чином живописні скелі від знищення. В даний час на цьому місці створено геологічний заказник.

## Закриття суспільства
У 1911 р. П. П. Бузук переїхав до Москви, де став навчатися в Московському сільськогосподарському інституті. Замість нього головою товариства був обраний земський начальник Катеринославського повіту Т. Готман. На початку 1915 р., у зв'язку з початком першої світової війни, щодо німців, що жили в Російській імперії, стали застосовуватися репресивні заходи. Тому у зв'язку з переважно німецьким складом Хортицьке товариство охоронців природи було у відповідь на клопотання катеринославського губернатора 28 травня 1915 р. закрито Департаментом землеробства. Сам П. П. Бузук помер в 1923 р. в одній з московських лікарень після невдало зробленої операції.

## Ресурси Інтернету
- Перше на території Російської імперії товариство охорони природи  [Архівовано 26 січня 2013 у Wayback Machine.]
- Верхня Хортиця. Дорогами меннонитів  [Архівовано 30 травня 2013 у Wayback Machine.]
- Родоначальниця сучасного екологічного руху